# Daniel Andersson
Daniel Andersson (Borgeby, 28 augustus 1977) is een voormalig Zweedse profvoetballer die zijn actieve loopbaan in 2013 beëindigde bij Malmö FF. Hij speelde zes jaar profvoetbal in Italië. Zijn vader Roy Andersson speelde eveneens voor Malmö FF, net als zijn oudere broer Patrik Andersson.
Andersson is een middenvelder en speelde zijn eerste interland op 11 februari 1997 tegen Thailand. Hij maakte deel uit van de selectie voor het WK voetbal 2006 en speelde in totaal 74 interlands voor zijn vaderland, waarin hij niet tot scoren kwam.

## Erelijst
Malmö FF
- Zweeds landskampioen

2004, 2010, 2013